# Lavangen
Lavangen (o Loabága en sami septentrional) és un municipi situat al comtat de Troms, Noruega. Té 1.051 habitants (2016) i la seva superfície és de 301.72 km².